# Belagerung von Jülich (1621–1622)
Westeuropa

Oosterweel – Dahlen – Heiligerlee – Jemgum – Jodoigne – Le Quesnoy – Brielle – Mons – Goes – 1. Mechelen – Naarden – Middelburg – Haarlem – Alkmaar – Geertruidenberg – Leiden – Delft – Valkenburg – Mooker Heide – Schoonhoven – Zierikzee – 1. Antwerpen – Gembloux – Rijmenam – 1. Deventer – Borgerhout – 1. Maastricht – 2. Mechelen – 1. Steenwijk – Kollum – 1. Breda – Noordhorn – Niezijl – Lochem – Lier – Eindhoven – Steenbergen – Ghent – Aalst – 2. Antwerpen – IJsseloord – Empel – Boksum – 1. Grave – 1. Venlo – Axel – Neuss – 1. Rheinberg – Zutphen – 1. Sluis – 1. Bergen-op-Zoom – 2. Geertruidenberg – 2. Breda – 2. Zutphen – 2. Deventer – Delfzijl – Knodsenburg – 1. Hulst – Nijmegen – Rouen – Caudebec – 2. Steenwijk – 1. Coevorden – 3. Geertruidenberg – 2. Coevorden – Groningen – Huy – 1. Groenlo – Lippe – Calais – 2. Hulst – Turnhout – 2. Rheinberg – 1. Moers – 2. Groenlo – Bredevoort – Enschede – Ootmarsum – 1. Oldenzaal – 1. Lingen – 1. Schenckenschans – Zaltbommel – Rees – San Andreas – Nieuwpoort – 3. Rheinberg – Ostende – 1. 's-Hertogenbosch – 2. Grave – Hoogstraten – 3. Sluis
Zwölfjähriger Friede

2. Lingen – 3. Groenlo – Aachen – Jülich – 2. Bergen op Zoom – Fleurus – 3. Breda – 2. Oldenzaal – 4. Groenlo – 2. 's-Hertogenbosch – Slaak – 2. Maastricht – Leuven – 2. Schenkenschans – 4. Breda – 2. Venlo – Kallo – 3. Hulst
Europäische Gewässer

Vlissingen – Borsele – Haarlemmermeer – Zuiderzee – Schelde – Lillo – Ponta Delgada – Bayona Islands – Golf von Almería – 1. Cadiz – Azoren – Straße von Dover – 2. Sluis – 1. Kap St. Vincent – 1. Gibraltar – 2. Gibraltar – 2. Cadiz – Lizard Point – Dünkirchen – Calais – Downs – 2. Kap St. Vincent – 2. St. Martin
Amerika

Bahia – Matanzas – St. Martin – San Juan – Abrolhos – Pernambuco – Südchile
Ostindien

Playa Honda – 1. San Salvador – 2. San Salvador – La Naval de Manila – Puerto de Cavite
Die Belagerung von Jülich durch spanische Streitkräfte unter dem Oberbefehl von General Marquis Ambrosio Spinola und General Graf Heinrich von dem Bergh fand vom 5. September 1621 bis zum 3. Februar 1622 während des Dreißigjährigen Krieges und des Achtzigjährigen Kriegs statt. Wie schon die vorherige Belagerung endete sie mit der Übergabe der Festung, jedoch erst nach mehr als fünfmonatigem Widerstand.

## Vorgeschichte
Kurz nach Ausbruch des Dreißigjährigen Krieges geriet die starke Festung Jülich, die 1610 schon einmal belagert worden war, erneut in den Brennpunkt des Interesses. Das Wiederaufflammen der Kämpfe zwischen den niederländischen Generalstaaten und Spanien im Zuge des Achtzigjährigen Krieges bildete den Auftakt zu einer neuen Belagerung. Beide Seiten hatten 1609 einen zwölfjährigen Waffenstillstand abgeschlossen, der in diesem Jahr auslief. Dies zog sofort erneute Feindseligkeiten nach sich, und die Spanier stellten ein Heer auf, um von Jülich und Kleve aus in die Niederlande einzufallen. General Ambrosio Spinola führte den Oberbefehl über 40.000 Spanier, Deutsche und Wallonen, von denen eine Abordnung von 7.000 Infanteristen und 700 Berittenen unter dem Befehl von Graf Heinrich von dem Bergh Jülich zunächst blockieren sollten. Die Niederländer unter Moritz von Oranien riefen ebenfalls ihre Truppen zu den Waffen, und ihr Heer sammelte sich bei Schenkenschanz. Dabei wirkte sich hemmend aus, dass aufgrund der defensiven Grundeinstellung der Generalstaaten ein Großteil der niederländischen Truppen in den Festungen der Heimat als Garnison den spanischen Angriff erwartete und nur wenige Einheiten tatsächlich verfügbar waren. Die spanische Hauptarmee bewegte sich zunächst unerwartet in Richtung Wesel und nicht direkt gegen Jülich. Spinola wollte offenbar seine Truppen nicht unnötig in einer langen Belagerung verzetteln und suchte stattdessen die Entscheidungsschlacht. Die Niederländer hatten aufgrund der Schwäche ihres Feldheeres unmittelbar vor Beginn der Feindseligkeiten noch 1.000 Soldaten aus Jülich abgezogen, wodurch die Besatzung gefährlich geschwächt war.

## Die Belagerung

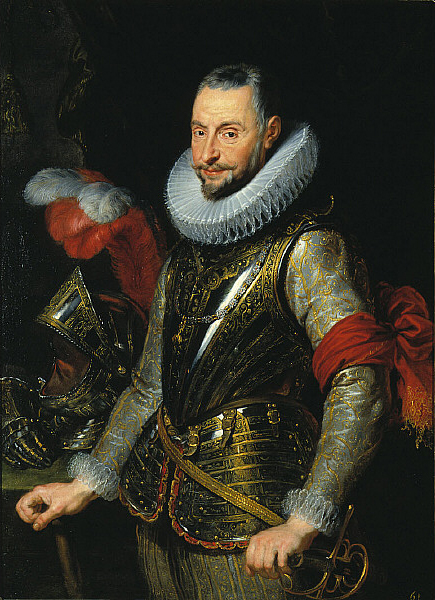
Der spanische Oberbefehlshaber Marquis Ambrosio Spinola

Am 5. September schlugen die Belagerer ihr Lager am Galgenberg auf der Merscher Höhe unweit von Broich auf, und am 8. September kam Ernst von Isenburg-Grenzau mit weiteren 4.000 Mann und acht Geschützen hinzu. Wieder wurde die Stadt durch einen Ring aus Schanzen von der Außenwelt abgeschnitten, und die Spanier griffen wie schon bei der vorherigen Belagerung vor allem die Zitadelle von der erhöhten Position der Merscher Höhe aus an. An die Stelle der aggressiven Angriffsstrategie der vorherigen Belagerung trat jedoch eine Blockade- und Aushungerungstaktik, da die Spanier nicht unter Zeitdruck standen und nach Möglichkeit Verluste vermeiden wollten. Die 2.500 Mann starke Besatzung unter dem 72 Jahre alten niederländischen Serjeant-Major Frederik Pithan, der seit 1614 Festungskommandant war, bestand angeblich aus vier französischen, sechs englischen und vier schottischen Kompanien sowie acht niederländischen Fähnlein und einer Kompanie Kavallerie. Sie leistete aus den verstärkten Stellungen vor der Zitadelle zähen Widerstand und führten immer wieder Ausfälle durch, um die Arbeit der Belagerer zu stören, was durch die passive Strategie der Spanier erleichtert wurde. Zwischenzeitlich erschien Spinola selbst vor Jülich und forderte bereits am 24. September die Verteidiger zur Übergabe auf, die dies jedoch ablehnten. Obwohl sich Pithan der Hoffnungslosigkeit der Lage wohl bewusst war, dachte er noch lange nicht an Aufgabe.

Bereits am 5. Oktober wurde ein Ausfall mit 700 Fußsoldaten und der ganzen Reiterei gegen eine Schanze bei Bourheim unternommen, wobei 52 spanische Soldaten und ein Offizier gefangen wurden, Ein besonders erfolgreicher Ausfall am 5. Oktober mit 250 Musketieren und einer Kompanie Reiter führte die Verteidiger bis in das Lager der burgundischen Kompanien auf dem Galgenberg (Merscher Höhe). Dort war ein Brand ausgebrochen, so dass die Aufmerksamkeit der Spanier abgelenkt wurde, und angeblich nahm das Lager dabei erheblichen Schaden. Die Belagerten drangen bis zum Marstall des Grafen von dem Bergh vor, nahmen einige Schanzen und plünderten das Lager, wurden jedoch von den sich neu formierenden Spaniern unter Verlust von 1 Kapitän, 1 Leutnant und 36 Gemeinen in die Festung zurückgeworfen. Wie bereits bei der Belagerung 1610 hatten die Verteidiger es auch diesmal versäumt, den Inhalt der Magazine in der Umgebung rechtzeitig in die Festung zu verbringen, so dass die Vorräte bald knapp wurden. Ab dem 3. November wurde Pferdefleisch ausgegeben, später griff man auf noch weniger appetitliche Sorten wie Hunde, Katzen, Ratten und Mäuse zurück.

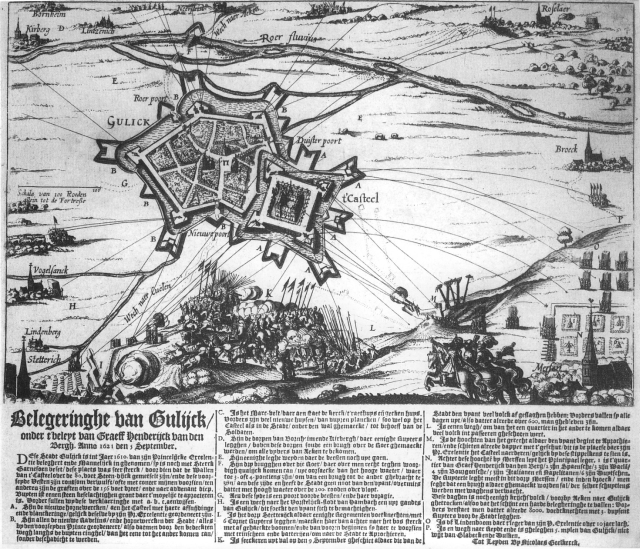
Zeichnung der Belagerungsarbeiten

Auf einen Entsatz bestand keine Aussicht, denn die Spanier blockierten das niederländische Heer bei Kleve, so dass Moritz von Oranien keine Hilfe schicken konnte. Erneut kam es zur Ausgabe von Notgeld. Als sich bei einem abtastenden Vorstoß der Niederländer im Dezember 1621 das Heer Spinolas den Armeen der Generalstaaten entgegenstellte, erlosch die Hoffnung auf Entsatz endgültig, und Moritz von Oranien entließ seine Soldaten in die Winterquartiere, so dass Spinola nun selbst mit seinem ganzen Heer vor Jülich erschien. Er ließ auf der Merscher Höhe einen erhöhten Kavalier aufschütten, von dem aus die spanischen Batterien eine wesentlich verbesserte Schussposition hatten, und intensivierte die Beschießung. Die Besatzung zeigte sich davon zunächst unbeeindruckt, obwohl die Nahrungsmittelknappheit immer dramatischere Formen annahm und Krankheiten in der Stadt zu grassieren begannen. Dennoch herrschten außerhalb der Kämpfe zuweilen merkwürdig zivilisierte Zustände, so durften Offiziere der Garnison z. B. im Lager der Belagerer Lebensmittel einkaufen, und Gemahlin und Schwester des Grafen von Bergh durften von außen die Werke vor der Zitadelle besichtigen, ohne Beschuss fürchten zu müssen. Im Januar wurde es sehr kalt, so dass in der Festung angeblich mehrmals die Schildwachen erfroren. Zweimal lehnte Pithan die Übergabe ab und gab dem Grafen von dem Bergh zu verstehen, dass man vor dem Gedanken an eine Kapitulation doch erst das Osterfest abwarten möge. Schließlich nahm er aber doch nach einer weiteren Aufforderung zur Übergabe am 17. Januar 1622 Verhandlungen auf, und es wurde beschlossen, noch zwölf Tage auf Entsatz zu warten. Dieser blieb aus, und am 3. Februar 1622 übergab Pithan Jülich an die Spanier, wobei ihm und seinen 2.000 Soldaten der ehrenvolle Abzug mit ihren Waffen nach Nijmegen gewährt wurde. Offenbar waren seine Vorgesetzten jedoch der Ansicht, dass er nicht das Äußerste zur Verteidigung getan habe, und Pithan wurde wegen der Übergabe Jülichs aus seinem Regiment entlassen.

## Nachspiel

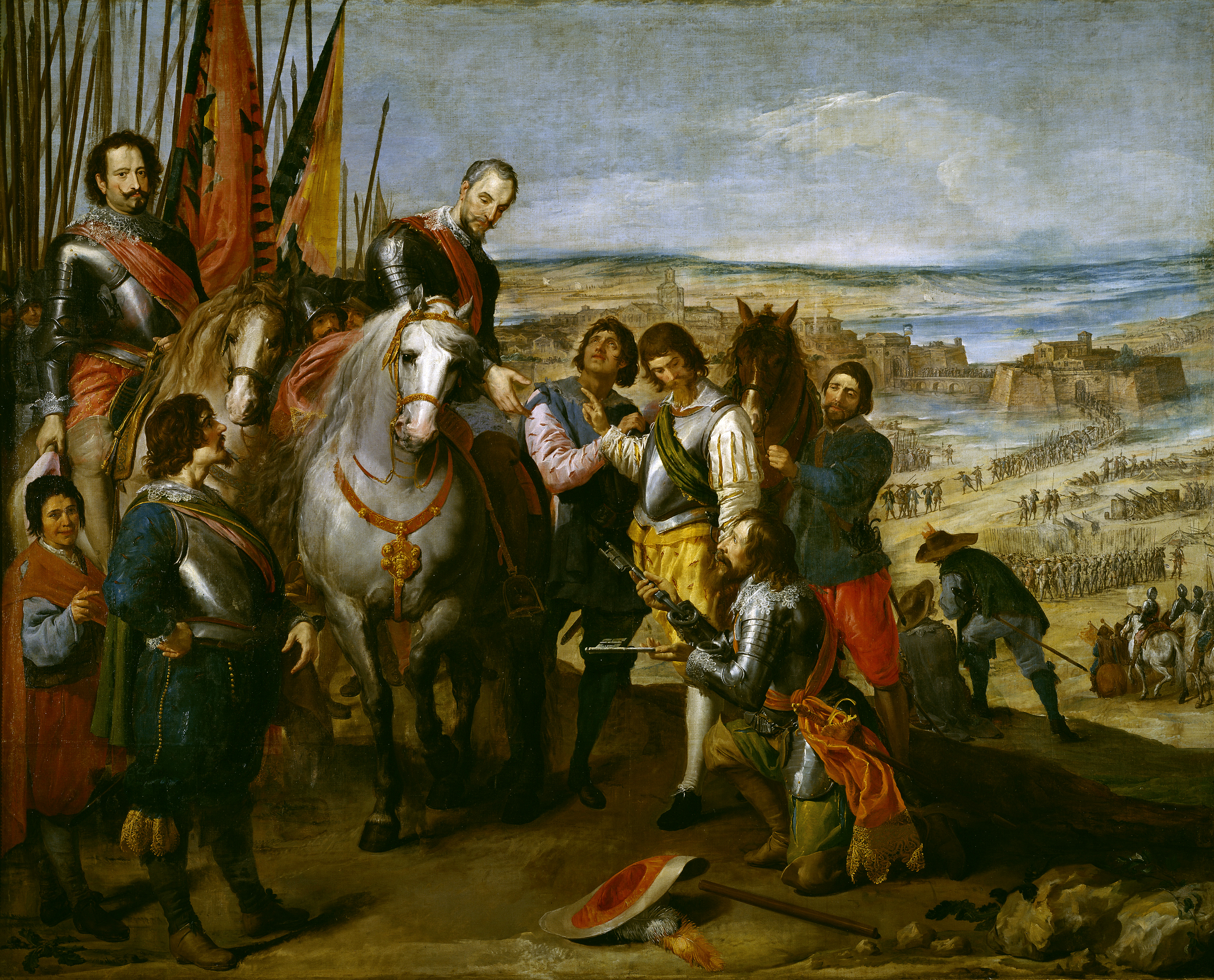
Die Übergabe von Jülich, Gemälde von Jusepe Leonardo, um 1635, Museo del Prado

Die verbleibenden Kriegsjahre hielten die Spanier die Festung besetzt und führten einige Um- und Ausbauten durch. Unter anderem verlegten sie um das Jahr 1648 wohl auch das Aachener Tor aus der Verlängerung des Hexenturms an seine heutige Position. Angeblich waren die Spanier bei der Bevölkerung nicht sehr beliebt und wurden als Unterdrücker angesehen. Die Spanier verließen Jülich aber erst lange nach dem Westfälischen Frieden von 1648, um 1660, als auch der Französisch-Spanische Krieg beendet war, und räumten seinen Besitz dem Haus Pfalz-Neuburg wieder ein. Dieses stellte nach der endgültigen Beilegung des Jülich-Klevischen Erbfolgestreits nunmehr unstrittig die legalen Herren der Herzogtümer Jülich und Berg.